# Arqueología fenicio-púnica
La Arqueología fenicio-púnica es la rama de la arqueología que estudia lo que se refiere a las artes, a los monumentos y a los objetos de la antigüedad del pueblo fenicio-púnico, especialmente a través de sus restos materiales.
La arqueología fenicio-púnica, en Oriente está muy relacionada con la arqueología bíblica, en parte por compartir un mismo espacio (Moscati dice: "Arabia, Siria, Palestina y Mesopotamia constituyen un todo homogéneo separados de Asia por los montes de Persia y Anatolia y rodeados en buena parte por mar") y tiempo en determinadas épocas, también antecedentes, ya que participa de la herencia de otros pueblos semitas, y porque parte de ella, puede ser relacionada directamente con la Biblia, no obstante, tienden a divergir a partir del siglo VIII a. C. y sobre todo con la colonización fenicia de Occidente.

La presencia fenicia en Occidente es una realidad constatable, su forma de habitación para la Edad del Hierro está bien precisada: casas de planta rectangular, que en un primer momento se forman por una o varias habitaciones, ampliándose posteriormente, el pavimento de tierra batida, los muros de piedras de tamaño medio sin tallar, unidas por argamasa, techos sujetos de vigas de madera, fabricados de material orgánico recubiertos por arcilla, posiblemente las paredes también estaban recubiertas de arcilla. Las puertas eran de madera con bisagras metálicas. Los poblamientos serían un grupo de estas casas, unas junto a otras, dejando calles estrechas y a veces, formando plazuelas. 

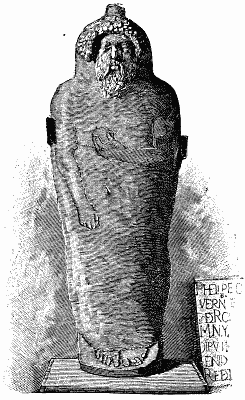
Dibujo del sarcófago fenicio que se guarda en el Museo Histórico de Cádiz.

El poblado estaba rodeado de murallas defensivas, pero en las pequeñas  islas o penínsulas con buenas condiciones para una defensa natural.
Por otro lado, se aprecia una gran actividad comercial, aparte de una actividad industrial, tanto metalúrgica como alfarera. Otro aspecto que dificulta la identificación de lo fenicio es su capacidad de relación con las poblaciones indígenas, influenciadas a tal punto de hacer muy difícil la diferenciación entre lo fenicio y lo indígena (Tartessos, Íberos,...). El problema arqueológico se plantea no solo en la época colonial, sino en la precolonial, porque no ha estado bien definido lo que identifica y lo que no, a la arqueología fenicio-púnica para estos periodos más antiguos.

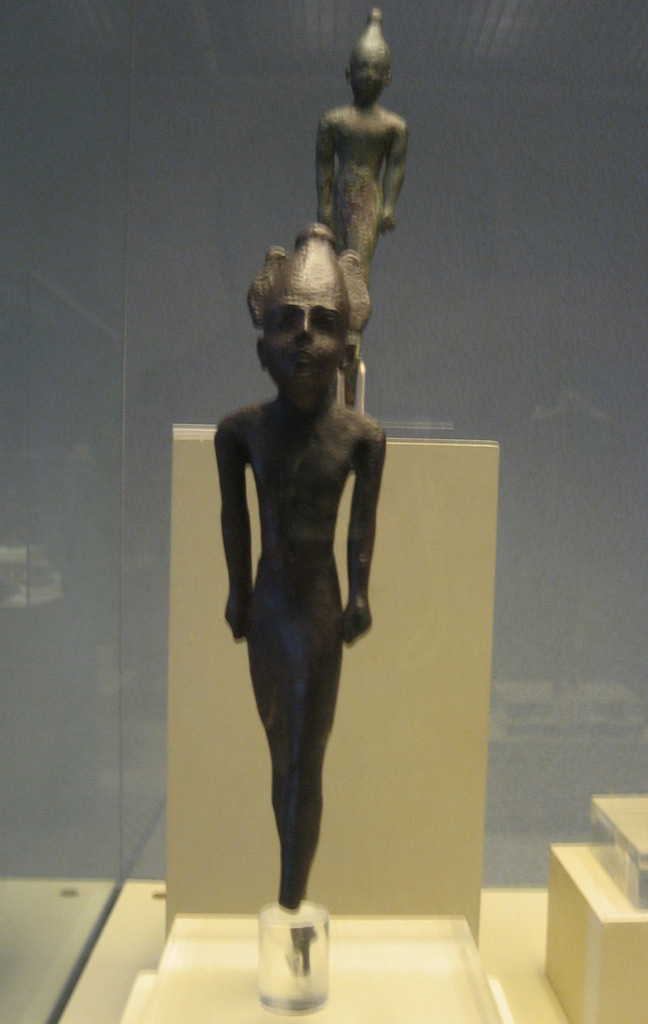
Dos de los cinco bronces fenicios arcaicos encontrados en el entorno del islote de Sancti Petri. La estatuilla situada delante representa a Melkart y la que se encuentra atrás a Baal Hammon, siglos -

La colonización fenicia en Occidente, ha tenido una serie de retos que han hecho avanzar las distintas investigaciones, por un lado, la datación, por otro, el objeto de la misma (comercio, búsqueda de metales, la pesca y otros recursos naturales, expansión por la presión política en Oriente, o por la presión demográfica). Como comentaba más arriba, la identificación de lo fenicio también ha sido un elemento polémico, alimento para las investigaciones, así cuando se hablaba de Orientalizante, había bastantes resistencias para aceptar la importancia de la influencia y presencia de los fenicios en Occidente, cuando se hablaba de Tartessos, menos aún, y por debajo lo ibérico frente a lo alógeno, influencia frente a pertenencia, Difusionismo frente autoctonismo, un interesante debate entre especialistas a lo largo del tiempo y del espacio, que en el caso de la arqueología fenicio-púnica está en clara expansión.
Uno de los retos que se están superando es el conocimiento de los fenicios en su ámbito original, cumplido con las excavaciones de María Eugenia Aubet Semmler en Tiro. Otro puede ser avanzar en la identificación de materiales arqueológicos más antiguos con los fenicios o no, y el esclarecimiento de la relación del Megalitismo con el mundo fenicio o no.
Asimismo, conocer el alcance de las navegaciones fenicias está cada vez más cerca, por el camino del estaño, hacia las Casitérides, pasando por el norte de España, una vez que está más que constatada la presencia fenicia en Portugal y en la costa Atlántica de Marruecos. Donde los historiadores, con sus tesis y el estudio de las fuentes, necesitan de la Arqueología fenicio-púnica, no sólo de excavaciones, sino del estudio de los materiales, de su identificación y publicación.
Otro aspecto que plantea un reto intelectual es el origen de los fenicios, y luego su asimilación con el resto del mundo Mediterráneo cuando la conquista de los romanos, haciéndolos desaparecer prácticamente de la Historia.

## Arqueología fenicio-púnica en España
Cuando en 1963, Manuel Pellicer Catalán excavó la necrópolis "Laurita" en el Cerro de San Cristóbal (Almuñécar, Granada) marcó un hito en las investigaciones de la arqueología fenicia de la Península ibérica, porque se empezó a hacer excavaciones sistemáticas en el mundo fenicio en España, lo que ya se estaba haciendo en el Norte de África.
En esos momentos se conocía la colonización fenicia de Iberia a través de las fuentes literarias grecolatinas (literatura griega y literatura latina), según Estrabón (Geografía III, 5,5), eran cuatro las colonias fenicias de las costas ibéricas: Gadir (Cádiz), Malaka (Málaga), Sexi (Almuñécar) y Abdera (Adra).
Hasta ese momento, se habían efectuado excavaciones arqueológicas solamente en las necrópolis
púnicas de Cádiz y con la más elemental técnica (Pelayo Quintero Atauri, 1917-1935).
Se habían analizado los materiales fenicios de la colección malagueña de Loring, procedente en su mayoría de la necrópolis del Cortijo de Montáñez en Churriana (Manuel Rodríguez de Berlanga y Rosado, 1881-1903), se atribuían indeterminadamente a Málaga capital.
Antonio García y Bellido había publicado varias síntesis, pero arqueológicamente insuficientes (1942, 1948, 1954, 1960), y su discípulo Antonio Blanco Freijeiro, con intuición clarividente, había estudiado una serie de materiales suntuarios de carácter fenicio y orientalizante (1953, 1956, 1960), conservados en museos y colecciones privadas, generalmente descontextualizados.
Fue Miquel Tarradell, a propósito de sus excavaciones en Lixus, quien pronosticó expresamente la necesaria riqueza arqueológica fenicia de las costas meridionales hispanas (1950, 1951, 1952, 1954, 1960).
Los resultados y los materiales de las ricas y extensas necrópolis de Baria, en Villaricos, con más de 2000 tumbas excavadas por Luis Siret a principios del siglo XX (1908), permanecieron prácticamente inéditos hasta la aportación de Miriam Astruc (1951), quien puso cierto orden en la tipología y grupos de enterramientos con sus ajuares púnicos.
Pellicer, nos cuenta  que en la denominación de necrópolis «púnica» siguió el consejo de Pierre Cintas y Antonio García y Bellido, quienes la consideraron íntimamente relacionada con Cartago, aunque el primero tendía a fecharla en un momento anterior al s. VII a. C. y el segundo en un momento posterior, en el s. VI a. C. Hermanfrid Schubart, subdirector del Instituto Arqueológico Alemán de Madrid, me propuso publicar el trabajo en la serie «Madrider Mitteilungen», apareciendo, traducido al alemán por él, en el tomo 4 de 1963, con el título «Ein altpunisches Gräberfeld bei Almuñecar (prov. Granada)», págs. 9-58.
A raíz de la publicación de «Laurita» se discutió la terminología aplicable al mundo fenicio de Almuñécar, considerado, según los diferentes investigadores, como púnico (Pierre Cintas, 1950), paleopúnico (H. Schubart), Cartaginés (J. Ferrón, 1970), fenicio (Hans Georg Niemeyer), fenicio occidental, fenicio arcaico,... Habiendo prevalecido la denominación de fenicio occidental frente a la de púnico, reservado para Cartago y yacimientos directamente relacionados
con esta metrópoli y para el mundo postfenicio occidental prerromano.
Los yacimientos fenicios de España son numerosos, tienen una datación desde finales del siglo X o comienzos del IX a. C. hasta la época Bárquida. Algunos datos relevantes sobre las excavaciones:

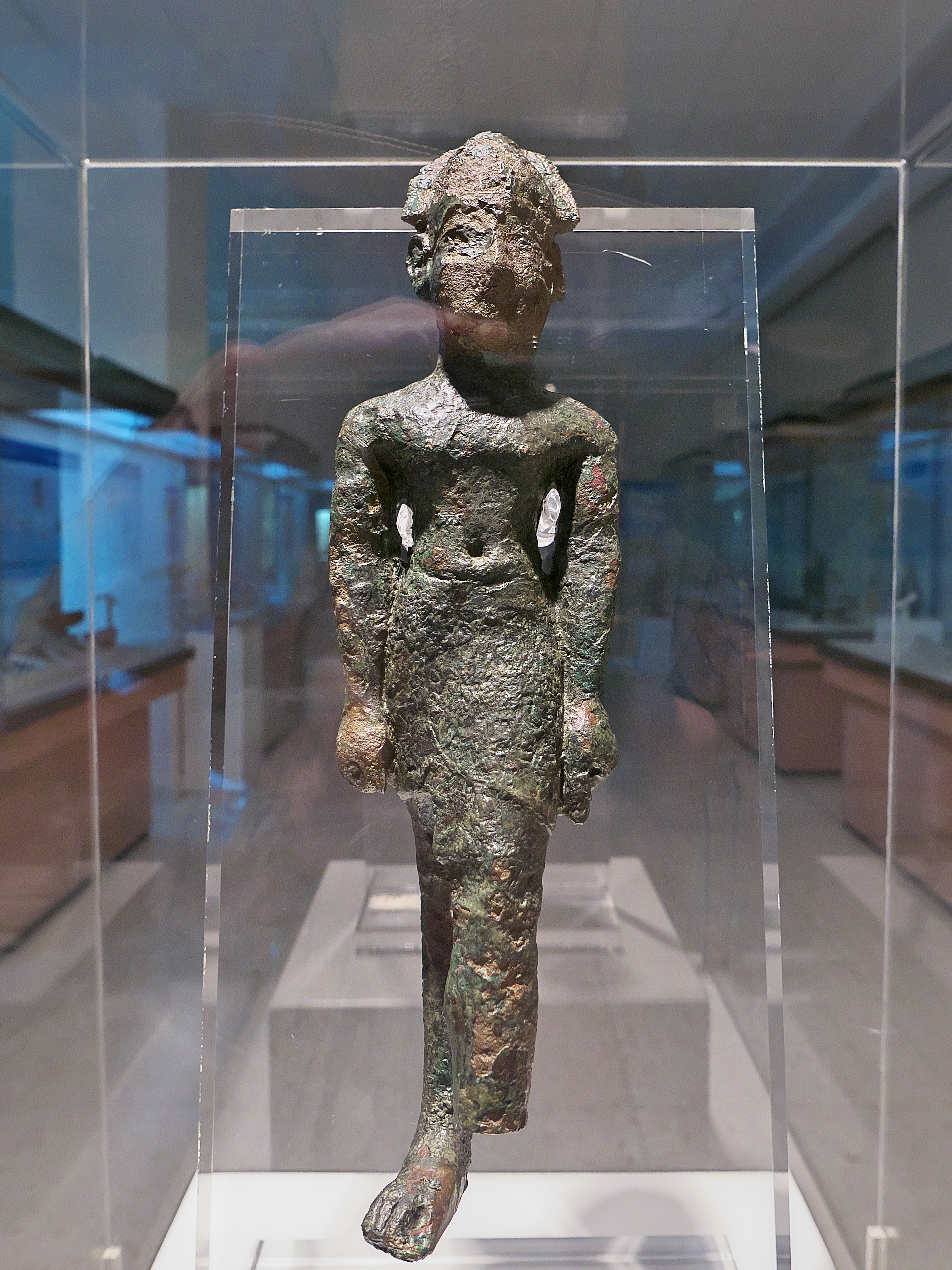
Estatuilla de bronce de Reshef-Melqart (Museo de Huelva)

- Onuba, Huelva. La actual ciudad de Huelva (España), fue el nombre de un asentamiento fenicio y tartésico datado desde al menos el siglo X a. C. En los años 1960 cuando comienzan las excavaciones intensivas en la necrópolis tartésica de "La Joya". Las investigaciones demostraron la milenaria ocupación de la zona y el uso de los pobladores de los conocidos como "cabezos", como en 1978 cuando se excavó en el Cabezo de San Pedro y se encontró un muro de sillares y mampuestos de técnica oriental (fechado en el siglo VIII a. C.) pero en una zona (la zona alta de la actual ciudad) claramente "indígena". Más tarde esta interpretación ha cambiado, haciendo una datación más antigua y relacionándolo ya claramente con los fenicios.
- Necrópolis Hoya de los Rastros,[11] Ayamonte, Huelva. La excavación se centra en la parcela V3 del Sector 12 del Plan Parcial de Ayamonte, área conocida como Hoya de los Rastros, donde en 2008 Elisabet García Teyssandier y Benjamín Cabaco Encinas (Ayamonte) llevaron a cabo una excavación de urgencia, en el curso de la cual excavaron cinco tumbas fenicias del siglo  VIII-VII a. C. Se trata de una necrópolis perteneciente a las primeras generaciones de fenicios asentados en la Península ibérica y es la necrópolis fenicio-arcaica más occidental de la oikoumene fenicia. Los ritos funerarios empleados siguen la tradición de la madre patria fenicia. El mejor parangón para ello son las necrópolis de Tir-Al Bass y Khaldé (ambas en el actual Líbano) investigadas de forma ejemplar por María Eugenia Aubet Semmler (Universidad Pompeu Fabra, Barcelona) y su equipo. Las necrópolis más parecidas encontradas en la Península ibérica son las de Almuñécar (Granada) y Chorreras (Málaga).  Los hallazgos se relacionan con los descubrimientos del poblado fenicio contemporáneo localizado en 2009 en una excavación de urgencia dirigida por Benjamín Cabaco Encinas en el actual barrio de La Villa de Ayamonte. Los resultados en su conjunto atestiguan la importancia de Ayamonte y su emplazamiento ideal para un asentamiento próspero desde del siglo VIII a. C. Además, se relacionan con los resultados de excavaciones en poblados y minas del interior como las llevadas a cabo bajo la dirección de Juan Aurelio Pérez Macías (Universidad de Huelva) en colaboración con Thomas Schattner (Instituto Arqueológico Alemán de Madrid) en Tharsis, permitiendo ‘reconstruir’ la conexión del poderoso poblamiento indígena con los fenicios y el exitoso patrón económico basado sobre todo en la explotación, la elaboración y el comercio de minerales. Debido al interés del sitio arqueológico se decidió seguir con el estudio de la necrópolis Hoya de los Rastros e invitar al Instituto Arqueológico Alemán de Madrid a participar en el proyecto. Fue así que con resolución del 09/07/2013 de la Dirección General de Bienes Culturales e Instituciones Museísticas de la Junta de Andalucía se dio inicio al proyecto puntual.[12]
- Cádiz/Gadir, Una auténtica ciudad fenicia a la altura de Doña Blanca. Los últimos hallazgos en el Cómico revelan un gran asentamiento planificado a través de calles y viviendas. José Gener, arqueólogo municipal, afirmaba: «por fin hay datos que indican que aquí vivieron los fenicios». No obstante, lo más importante de todo y lo que destaca a este yacimiento es que en él «se observa una ocupación continua». Así, el Cómico revela vestigios de todas las civilizaciones que han pasado por la ciudad. Eso sí, eso no quita que algunos de estos pobladores no destruyeran algunas de las estructuras erigidas por sus predecesores. Según Gener, «en Cádiz nunca se había excavado a tanta profundidad», 8 metros en las zonas más bajas y 6 en el resto del solar. «Estamos a una cota media de 5 metros sobre el nivel del mar». Aunque los últimos datos oficiales se comunicaron en marzo de 2009, este verano aparecieron nuevos restos de estructuras de finales del siglo IX a. C., los más antiguos descubiertos en la zona. Esto ha supuesto un gran avance en la investigación. En el solar del Cómico también se han encontrado a lo largo de los dos últimos años multitud de objetos de gran valor arqueológico. Desde bulas de arcilla con figuras impresas destinadas a sellar papiros, jarras, collares elaborados a partir de conchas marinas o una pieza de marfil, todos ellos datados del siglo VII a. C.[13]
- Castillo de Doña Blanca/Puerto de Santa María. Se trata de un tell excavado entre 1979 y 1995 en que se han hallado restos de murallas,[14] viviendas, un puerto fluvial y una necrópolis, pertenecientes a una ciudad fenicia cuya ocupación comprende desde el siglo VIII a. C. hasta el siglo III a. C.. Es junto con Cádiz y el Cerro del Castillo,[15] (Medina Sidonia), uno de los principales yacimientos fenicios de la zona del Estrecho de Gibraltar.[16]
- Cerro del Villar, Málaga. El arqueólogo malagueño Juan Manuel Muñoz Gambero recuerda cómo en diciembre de 1965 cayó por primera vez en sus manos un resto pintado de negro, rojo y marrón de este yacimiento situado junto a la desembocadura del río Guadalhorce en Málaga.[17] Muñoz Gambero, director científico del grupo arqueológico que dirige la doctora María Eugenia Aubet, profesora de la Universidad Pompeu Fabra. El Cerro del Villar es uno de los centros coloniales fenicios más importantes del litoral andaluz y uno de los más importantes de todo el Mediterráneo. Su fundación tuvo lugar a mediados del siglo VIII a. C. y debido a las inundaciones periódicas que sufría fue abandonado por sus moradores, que se trasladaron a la bahía de Málaga, la Malaka fenicia.[17] El verano de 2010 representó un paso más en el conocimiento de los hábitos de vida de este yacimiento, declarado Bien de Interés Cultural en el año 1998. La excavación realizada en la denominada Finca de las Marismas de Guadalmar, situada frente al centro comercial Leroy Merlín y en el entorno del Cerro del Villar, ha sacado a la luz ejemplos que verifica que existían núcleos poblacionales rurales en los alrededores del asentamiento fenicio, a finales del siglo VI y principios del V a. C., así como la aparición de restos de una necrópolis de la misma época. Todos estos vestigios han visto la luz gracias a la intervención arqueológica de la empresa Nerea, que excavó la zona afectada por las obras para el acceso sur al Aeropuerto de Málaga, en su conexión con la autovía A-7 (ramal 1), ejecutadas por FCC Construcción. La intervención ha sido dirigida por Daniel Florido y ha contado con el asesoramiento científico de Eduardo García.  Respecto al cementerio, los arqueólogos de la excavación Verónica Navarrete y Miguel Ángel Sabastro precisan que es el primero que aparece en el entorno del Cerro del Villar.[18]
- La Rebanadilla, yacimiento próximo al aeropuerto de Málaga. Las excavaciones en los terrenos para la ampliación del campo de vuelo descubren vestigios de un yacimiento fenicio, anterior a los niveles excavados en ´El Cerro del Villar´. Los trabajos han sido coordinados y supervisados por la delegación de Cultura de la Junta de Andalucía. El yacimiento de "La Rebanadilla", que ocupa una extensión de algo más de 3,4 hectáreas en la margen derecha del río Guadalhorce, escondía bajo toneladas de tierra y muchos siglos de historia restos arqueológicos de un asentamiento fenicio más antiguo que el yacimiento de ´El Cerro del Villar´. En la intervención en ´La Rebanadilla´ se documentaron cuatro fases de ocupación, que cronológicamente oscilan entre el siglo VIII a. C. para la más antigua y el siglo VII a. C. para la más moderna, según fuentes de Aena.[19]
- Malaka, Málaga. Las obras que se realizan en el casco antiguo de Málaga y sus arrabales siguen deparando sorpresas para los arqueólogos. Se trata de una de las colonias fundadas por los fenicios de Tiro desde el siglo VIII a. C. en la Península ibérica, sobre un primitivo asentamiento bastetano. La colonia contaba con buenas condiciones para el atraque en su puerto natural al pie del monte Gibralfaro y con gran cantidad de yacimientos de plata y cobre. En ella se desarrollaron industrias pesqueras destinadas a la producción de púrpura y a la salazón. La ciudad poseía ceca (de la voz fenicia sikka) y acuñaba moneda propia.,[20][21]
- Chorreras. Málaga. El antiguo poblado fenicio de Chorreras, fue descubierto en 1973, situado a 800 metros al este de Morro de Mezquitilla, la exploración se hizo en 1974, presentando una sola facies u horizonte cultural en el estrato III, mostrando un hábitat fenicio entre los siglos VIII y VII a. C.[22]
- El Morro de Mezquitilla, Málaga. Las primeras prospecciones fueron en 1967, y en 1976 se acometió la excavación dirigida por Hermanfrid Schubart, subdirector del Instituto Arqueológico Alemán de Madrid en la zona de Torre del Mar. Fechado el yacimiento fenicio en el siglo VIII a. C. en la fase B I, aunque tiene una fase A, de la Edad del Cobre, con posible influjo del "Horizonte de las colonias".[23]
- Los Toscanos, excavado por Hermanfrid Schubart, subdirector del Instituto Arqueológico Alemán de Madrid, entre 1964 y 1984, los Toscanos es el nombre de una colonia fenicia situada en una isla en la desembocadura del río Vélez, en la provincia andaluza de Málaga, a mediados del siglo VIII a. C. Se encontraron restos de metales como hierro y cobre, así como moluscos de la especie murex, usado por los fenicios en su tradicional industria textil como tinte natural, que indican algunos aspectos de su economía, a la que hay que sumar la agricultura, la pesca y la ganadería. También se han hallado restos de cerámica griega de época arcaica (kotylai), como vasijas y ánforas. La necrópolis de este emplazamiento se encuentra en Cerro del Mar, en la margen oriental del río Vélez, en Torre del Mar. Como muchas de las colonias fenicias en la Península ibérica (Gadir, Malaka, Baria), los Toscanos no alcanzaría la categoría de ciudad hasta el siglo II a. C. ya en época prerromana.[24][25]
- Cerro Alarcón, también excavado por Hermanfrid Schubart entre 1967 y 1984. Los asentamientos fenicios de la desembocadura del río Vélez (en Vélez-Málaga) se inician con un núcleo primigenio de hábitat que se corresponde con el yacimiento de los Toscanos, que arranca del siglo VIII a. C. y se extiende progresivamente por el Cerro del Peñón y Cerro Alarcón, en el momento de máxima expansión estos tres yacimientos se unieron en un mismo recinto fortificado. La necrópolis de Jardín[26] es uno de los mayores cementerios fenicios occidentales. Se ubica en la orilla occidental del río Vélez, a unos 300 m al norte de los Toscanos, en la falda de un cerro que se encontraba en el interior de una antigua bahía.[27]
- Trayamar. Trayamar es una necrópolis fenicia, datada en el s. VII a. C., situada en el margen derecho del río Algarrobo, en la Provincia de Málaga. Ha sido considerado uno de los yacimientos fenicios más importantes del mediterráneo occidental. Su importancia radica en que el estudio de los diferentes estratos de algunos de sus hipogeos permiten ver la evolución de las costumbres funerarias fenicias, de la incineración a la inhumación.
- Sexi (Almuñécar), provincia de Granada. En 1962, por unas obras de viviendas aparecen unos restos, que guardados por Dª Laura, esposa del jefe arquitecto del Patrimonio de Andalucía Oriental, le hace llegar la noticia al delegado regional de excavaciones arqueológicas D. José Pita Andrade, catedrático de Arte de la Universidad de Granada, que a su vez remite a la Dirección General de Bellas Artes de Madrid, y en 1963 encargan la dirección de la excavación a Manuel Pellicer Catalán, uno de los pioneros en la arqueología fenicio-púnica en España.[10]
- Abdera/Adra, Almería. El yacimiento arqueológico Cerro del Montecristo es una elevación natural de 49,38 metros de altitud sobre el nivel del mar, donde se asentó la población de Abdera. Numerosas reseñas literarias de la antigüedad hacen alusión a ella: Estrabón menciona Abdera cuando realiza la descripción de la costa sur del Mediterráneo, aclarando que se trata de una fundación fenicia, al igual que Sexi (Almuñécar). Del mismo modo, Pomponio Mela y Plinio se refieren a Abdera, junto con otras ciudades de la costa sur peninsular. Se han realizado diferentes intervenciones arqueológicas en el Cerro de Montecristo desde el siglo XVIII. En el transcurso de la dirigida por el arqueólogo Manuel Fernández-Miranda, en el año 1970, vieron la luz estructuras de casas de época púnica, cuya cronología se aproximaba al siglo IV a. C. así como materiales y restos de época republicana romana, altoimperial y bajoimperial, fundamentalmente de balsas de salazón.[28] En el año 1986 una nueva excavación arqueológica puso de manifiesto el potencial arqueológico del yacimiento, y en ella se documentó una fase más antigua, de ocupación fenicia. En la actualidad, de Abdera conocemos que fue una fundación fenicia de finales del siglo VIII a. C., que reproduce una situación habitual del urbanismo fenicio: en la desembocadura del río Adra (o río Grande), sobre un cerro elevado proyectado hacia el mar, dominando el estuario del río.[29]
- Baria/Villaricos, Almería. Los colonos fenicios de la antigua Baria, localizada en el actual núcleo urbano de Villaricos (Cuevas de Almanzora, Almería) se establecieron en los últimos decenios del siglo VII a. C. en una península avanzada de una pequeña bahía marítima que facilitaba las relaciones comerciales hacia el interior, tanto por vía fluvial por medio del río Almanzora, navegable hasta la altura de las Rozas y por vía terrestre a través de la Depresión de Vera. A su valor estratégico y comercial, se añadía su importancia como centro de control de la explotación de los cercanos distritos mineros de Sierra Almagrera y Herrerías, así como la disposición de un territorio en el que destacaba la presencia de tierras de gran riqueza agrícola alimentadas por tres cauces fluviales, los ríos Almanzora, Antas y Aguas.[30] De la primera fase se conserva un muro de piedras de esquisto, dispuesto de norte a sur y apoyado directamente sobre la base geológica, que fue amortizado por la construcción posterior de un pavimento de mortero de cal horadado con hoyos de poste. Estos restos constructivos nos dan idea de cómo serían las viviendas de finales del siglo VII y comienzos del VI a. C.: de planta rectangular con zócalos de mampuestos, alzado de adobes y techumbres posiblemente planas, sustentadas por postes encajados en hoyos en el pavimento. Los materiales arqueológicos de la fase más antigua documentada en el corte 26 pueden fecharse algo antes de 600 a. C. o en fechas cercanas, y constituyen un conjunto material propio del final de la fase colonial fenicia con cerámicas de cocina a mano de tradición del Bronce Final, como ollas de fondo plano, grandes vasos de almacenamiento con decoración pintada monócroma o bícroma, con motivos de bandas y ajedrezados, tipo pithos, cerámicas grises, urnas de borde exvasado, ánforas Ramón T-10 que en algún caso anuncian ya la evolución a las ánforas Ramón T-1.2.1.3 o similares, propias de Villaricos y cerámicas de barniz rojo. Como material importado se documenta un asa de ánfora etrusca tipo Py 3 AB.[9][30][31]
- Lagos. En la necrópolis de Lagos (M.ª E. Aubet y otros, 1991), situada a unos 1800 m al E. del establecimiento fenicio de Chorreras, en la ladera SE. del Cerro de la Molineta, en la cañada de Miguel García, se descubrieron dos tumbas, que conservaban solamente los nichos donde se depositaron las urnas cinerarias.[32]
- Cabecicos negros  y El Pajarraco, ambos en Almería. Cabecicos negros y el Cabezo del Pajarraco[33] está situados en el término de Vera (Almería) a orillas del río Antas, donde Luis Siret recuperó un conjunto de cerámicas del Bronce Final que están en el Museo Arqueológico Nacional de Madrid y en el año 2000 también fue excavado de urgencia.[34]
- Cástulo Las investigaciones, prospecciones y excavaciones llevadas a cabo en el yacimiento de Cástulo se desarrollaron ininterrumpidamente desde 1969 hasta 1983 y después más esporádicamente, hasta 1991, destacando los trabajos de José María Blázquez, donde se evidencian los contactos indígenas con los fenicios con relación al comercio de minerales y el sector metalúrgico.[35] A partir del año 2011, con la creación del Conjunto Arqueológico de Cástulo, es Marcelo Castro, director del Museo Arqueológico de Linares, el responsable del yacimiento de Cástulo.[36]
- Guardamar del Segura: Cabezo Pequeño del Estaño y La Fonteta (La Fonteta[37] y La Rábita)[38][39] En el término municipal de Guardamar del Segura se encuentran varios restos arqueológicos de la Prehistoria e Historia Antigua, como dos yacimientos fenicios del s. VIII a. C. (Cabezo Pequeño del Estaño y La Fonteta) y otro íbero donde se descubrió la Dama de Guardamar (Cabezo Lucero). El Cabezo Pequeño del Estaño[40] consta de una espectacular muralla erigida durante la primera mitad del s. VIII a. C., con compartimentos de tipo oriental, perfectamente modulada siguiendo patrones fenicios. La tipología de sus defensas tiene sus paralelos más cercanos en el próximo oriente, en yacimientos como Hazor o Qeiyafa (Israel). A tenor de los últimos materiales arqueológicos localizados, su abandono -pacífico- se produjo hacia el 700 a. C. y, a la espera de profundizar en las investigaciones, pudo ser consecuencia de uno o varios factores: el crecimiento demográfico, la colmatación parcial del estuario navegable del Segura o la sucesión de varios episodios sísmicos. Los datos apuntan a que la población del Cabezo se trasladó a finales del s. VIII a. C. a La Fonteta. Esta se trata de una instalación fenicia en la margen derecha de la desembocadura del río Segura de los siglos  VIII al VI a. C., cuyas dimensiones parecen configurar un entorno urbano que bien pudo alcanzar las ocho hectáreas convirtiéndose en una de las principales ciudades fenicias del Mediterráneo. Si a su extensión y a la calidad del registro arqueológico le añadimos ese especial estado de conservación propiciado por la cubierta de arenas, nos enfrentamos sin duda ante una de las mejores ciudades fenicias de los siglos  VIII y VII a. C., superando a muchos centros clásicos de la civilización fenicia tanto en Occidente como en el propio lugar de origen.
- Ebussus, Sa Caleta (Ibiza), Puig des Molins (Ibiza), Can Partit (Ibiza), Isla Plana (Ibiza). La superficie conservada de Sa Caleta es de unas cuatro hectáreas. Se sabe que el asentamiento fenicio llegó a tener más de seis, pero a causa de la erosión del terreno y la destrucción antrópica solo se conservan tres en buen estado. en el municipio de San José. Desde la ciudad de Ibiza, hay que tomar la carretera en dirección a San José, y desviarse a la izquierda a la altura del km 6,5. El descubrimiento de este yacimiento arqueológico, excavado en los últimos años de la década de los ochenta y principios de los noventa, supone un hito en la historia de la investigación del periodo fenicio de la isla. Se encuentra en una pequeña península entre la playa desde Codolar y el Puig Jondal, en la costa sur de la isla. Esta península es conocida con el nombre de sa Caleta. El origen de este establecimiento se remonta al siglo VIII a. C., y en sus inicios sería una base provisional para intercambios comerciales con las costas del E y el NE peninsular. Pero a partir del siglo VII a. C. se convirtió en un poblado que tendría hasta 500 habitantes, con una extensión de 5 hectáreas, y sería un enclave fundamental de las largas rutas comerciales al Mediterráneo. Los pobladores fenicios se instalaron en la bahía de Ibiza donde fundaron la ciudad de Ibiza. El Puig des Molins: la parte baja del Puig des Molins y más concretamente, los pies de su vertiente nornoroeste constituyen una zona ocupada por un denso grupo de tumbas arcaicas de incineración. El área ocupada por esta necrópolis no es inferior a los 8000/10 000 metros cuadrados. La cronología de esta necrópolis ronda entre el segundo cuarto del siglo VI hasta el principio del V a. C. La isla Plana: en este islote, que emerge frente a la boca noroeste de la bahía de Ibiza se encuentra un yacimiento donde se hallaron diversas ánforas y objetos proto-ebusitanos.[41][42]
- Es Culleram y es Cap des Llibrell (Ibiza): En el ámbito de la arquitectura religiosa, se pueden mencionar dos santuarios de la época púnica en Ibiza, ambos ubicados en la cima de sendos montes (puigs) elevados: es Culleram y es Cap des Llibrell. El primero de ellos fue adaptado aprovechando una cueva natural de formación clástica, que a lo largo de los siglos se había subdividido lentamente por cortinas de estalagmitas y estalactitas, creando dos grandes salas interconectadas y otras más pequeñas, conectadas con las anteriores. En un momento de la época tardopúnica, que podría situarse en el siglo II a. C., se añadieron elementos arquitectónicos artificiales en la entrada, específicamente una sala con el fondo parcialmente cortado en la roca para nivelarlo, y junto a ella, probablemente para aprovechar el agua de la cubierta, una cisterna rectangular típica con los ángulos redondeados. Esta parte, muy interesante, solo ha podido ser documentada de manera muy parcial porque, al igual que la primera sala natural, está muy deteriorada. En la cima de es Cap des Llibrell, en cambio, se erigió un recinto completamente artificial en el siglo III a. C., o incluso antes. La planta es difícil de definir en su totalidad debido a que la erosión del acantilado ha afectado una parte indeterminada. En cualquier caso, los muros y sus características eran comunes: piedras de tamaño mediano y pequeño bien encajadas, pavimentos de cal y arcilla, etc. La cisterna, un elemento vital en la inhóspita cima de este monte, es un corte estrecho y alargado (máximo 2,10 m de ancho y 7,40 m de longitud interior) en el terreno base, orientado de N-NE a S-SW de forma paralela al muro 16, formado por roca caliza gris de gran dureza, lo que resultó en un acabado relativamente irregular. Su lado corto S-SW es subsemicircular, mientras que el opuesto es rectilíneo. Las paredes interiores de la cisterna, que fueron revestidas con diferentes capas de mortero de arcilla con pequeñas piedras (grava), tienen un acabado irregular, con numerosas protuberancias y concavidades. En su extremo N-NE, la parte superior de la cisterna está construida artificialmente con piedras semidesbastadas, de tamaño mediano o incluso grande, unidas con mortero de arcilla amarilla y dispuestas en hileras irregulares. Originalmente estaba cubierta con una falsa bóveda, formada por la aproximación de hiladas de piedra. (Arquitectura Fenicio-Púnica en Ibiza. Epigrafía Fenicio-Púnica en Ibiza).
- Excavaciones en la Casa del Gobernador (Melilla). El yacimiento se resguarda en un antiguo jardín, parapetado por una edificación de finales del siglo XIX, antiguo Gobierno Militar, aislada de la vista de los transeúntes. Las excavaciones comienzan en 2000 dirigidas por Conrado González Cases. Posteriormente, desde el año 2001 hasta el 2003, será continuado por Noé Villaverde Vega. Después las excavaciones se realizaron por la empresa Arqueosur, durante 2005-2006, seleccionada tras el concurso público ofertado por la Ciudad Autónoma de Melilla. Durante 2008 el Instituto de Cultura Mediterránea identificó restos del siglo VI a. C. profundizando un metro más que en campañas anteriores y por tanto descubriendo diferentes niveles de ocupación por debajo de las viviendas almacenes, siglo VII a. C.[43][44]
- Cerro San Lorenzo, Rusadir (Melilla). Los inicios de la actividad arqueológica se remontan a las primeras décadas del siglo XX, en el antiguo cerro de San Lorenzo donde un periodista llamado Rafael Fernández Castro y Pedrera desveló una necrópolis prerromana del siglo I a. C., corroborando un cercano asentamiento urbano vinculado a esta. En 1920 se localizaron muchos restos, enterramientos, ánforas y luego se procedió a la voladura del cerro, con todo lo que allí quedase. La historia antigua de Melilla desapareció allí para siempre. Quedó sólo un resto del cerro de San Lorenzo, por detrás de la plaza de toros. En 1998 la Consejería de Cultura de la Ciudad Autónoma de Melilla emprendió un programa de investigaciones, donde diversos equipos realizaron varias excavaciones. Fue en la antigua fortaleza conocida como “Melilla La Vieja”, ubicada en un peñón calcáreo de treinta metros, donde se evidenciarán los primeros indicios de un establecimiento, cuyo inicio de ocupación se remonta al siglo VII a. C. Fernando López Pardo en La fundación de Rusaddir y la época púnica[45] cuenta sobre una pequeña terracota que representa un delfín sobre las olas que aún conserva intactas unas pinceladas de pintura roja. El reverso, menos cuidado, tiene un asa y debajo un pequeño recipiente para recoger el líquido que entrará en el interior por cinco agujeros y fluirá después por la boca del cetáceo. Ningún letrero indica la procedencia, pero sin lugar a dudas es una pieza hallada en Melilla, remitiéndonos a la obra Melilla Prehispánica (1945) de Rafael Fernández Castro y Pedrera señala que fueron remitidas unas ánforas y otras cerámicas al Museo Arqueológico Nacional de Madrid en 1904 y 1908. Y con esta figura haciendo como leiv motif un recorrido por los yacimientos más importantes del Norte de África, fecha el asentamiento de Melilla en el mismo horizonte que otros yacimientos de Marruecos y Argelia, en el s. VII a. C.
- Montemolín (Marchena, Sevilla), excavado sistemáticamente en 1980, 1981, 1993, 1985 y 1987 por las doctoras F. Chaves y De la Bandera del departamento de Prehistoria y Arqueología de la Universidad de Sevilla.,[46]
- Akra Leuke (¿Alicante?). Los estudios de Enrique Llobregat descartaron en su momento la identificación de Akra Leuké con Lucentum, ya que esta ciudad presentaba materiales arqueológicos anteriores a la segunda mitad del siglo III a. C. Sin embargo, los nuevos trabajos realizados en los establecimientos del Tosal de Manises y del Cerro de las Balsas, al otro lado de la Albufereta, han precisado que al menos la parte baja del primero es muy probablemente de fundación púnica, y que el asentamiento ibérico antiguo parece encontrarse en el segundo.[47]
- Qart Hadasht (Cartagena). Recibió ese nombre desde su fundación por los cartagineses en el año 227 a. C. hasta la conquista romana en 209 a. C., en el marco de la segunda guerra púnica, siendo desde ese momento denominada Carthago Nova. Las excavaciones actuales están dirigidas por José Miguel Noguera, director de las excavaciones arqueológicas en el cerro del Molinete de Cartagena. También ha estudiado la antigua ciudad de Cartago Nova, el doctor Iván Negueruela.[48][49][50]
- Sagunto. Las primeras excavaciones se hicieron en 1954-55 por P. Beltrán. En 1974 se volvió a excavar en la zona del Puerto de Sagunto, bajo la dirección de Carmen Aranegui Gascó, en dos campañas una en 1974 y otra en 1976, contando con la ayuda del Servicio de Investigación Prehistórica de la Diputación de Valencia.[51]
- Otros yacimientos púnicos: como Magón (Mahón), Arsa, Lascuta, Turricina, Iptuci, Vesci, Bailo, Olba y Asido,…[52]
- Barcino (Barcelona). Según la tradición, durante la segunda guerra púnica, los cartagineses tomaron la ciudad, refundada por Amílcar Barca, padre de Aníbal. Según las mismas tradiciones el nombre de Barcelona deriva del linaje cartaginés Barca. El yacimiento de Puig Castellar El poblado es un asentamiento de unos 5000 m² situado en un punto geográficamente estratégico. Data de los siglos  V-IV a. C. al inicio del siglo II a. C., momento en que es abandonado a causa de la segunda guerra púnica.[53]
- Carteia, es un yacimiento arqueológico de la provincia de Cádiz, declarado bien de interés cultural en 1968, situado en el término municipal de San Roque, Cádiz, concretamente en el polígono industrial de Guadarranque, tiene una posición estratégica dentro de la Bahía de Algeciras. La fundación de Carteia debe ser datada ca. 370 a. C., o a mediados del s. IV a. C., como demuestra el hallazgo en contextos estratigráfi cos de cerámicas griegas del primer cuarto o comienzos del segundo del siglo IV a. C.[54] En 2013, la directora del proyecto, Lourdes Roldán y el subdirector del equipo arqueológico, Juan Blánquez Pérez, señalaron el hallazgo en el sector púnico del cerramiento perimetral mediante muralla de la ciudad de Carteia, del siglo IV a. C.[55]

## Principales yacimientos de la Colonización Fenicia en el Mediterráneo
Los principales yacimientos fenicios de Marruecos son: Lixus, Essaouira (Mogador), Sidi Abdeselam del Behar en la desembocadura del Río Martín, Emsá, Cabo Espartel (Ras Achakar) Ain Dalhia Kebira (Tánger), Gandori (Tánger), Djebila, Dar-Shiro, Sidi Drish en la desembocadura del Río Amekram, Mogogha-es-Srira, Kuass (Arcila),.
Los principales yacimientos fenicios de Argelia son Les Andalouses, Mersa Madakh, Rashgún, Djidjelli, Guraya o Gouraya y Collo.
Los principales yacimientos fenicios de Portugal son: Alcaçova de Santarem, Abul, Santa Olaia, Cerro de Rocha Branca, Quinta do Almaraz, Alcácer do Sal, Castelo de Castro Marim, Tavira y probablemente en Olissipo (Lisboa).
Los principales yacimientos fenicios de Libia son: Leptis Magna, Trípoli y Sabratha.
Los principales yacimientos fenicios de Túnez son: Cartago, Hadrumetum, Leptis Minor - Leptis Parva-.
Los principales yacimientos fenicios de Italia son:  Temesa (cerca de Nápoles, Motia (Sicilia), Tapso, Nora -Nurri-, Sulcis / Sulky, Tharros -San Giovanni di Sinis-, Bithia y Olbia (Cerdeña).
Los principales yacimientos fenicios de Grecia son: Creta, Rodas, Thasos, Melos y Paros.
También en el Mediterráneo Oriental, hay yacimientos fenicios en Malta y en Kition (Chipre).

## Arqueología fenicia en Fenicia
Fenicia no constituyó nunca una entidad política unitaria de carácter nacional. Por el contrario, la región se hallaba fragmentada en una serie de ciudades-estado de mayor o menor importancia, que políticamente eran autónomas e independientes entre sí. Su territorio abarcaba desde la desembocadura del río Orontes al norte, hasta la bahía de Haifa al sur, comprendiendo áreas de los actuales Israel, Siria y Líbano, una región denominada antiguamente Canaán, con cuya denominación se engloba muy a menudo en las fuentes.
Durante el III milenio o la Edad del Bronce Antiguo fue Biblos el centro políticamente más importante, y el hecho de que los archivos de la ciudad siria de Ebla, con la que comerciaba, no mencionen nunca a los monarcas de otras ciudades cananeas como Tiro, ha llevado a pensar que tal vez Biblos las controlara en el marco de un estado que las abarcara con sus territorios.
Fuera de algunas exploraciones menores del siglo XIX, la mayoría de las excavaciones más importantes se hicieron entre las dos guerras mundiales. Y últimamente se ha podido volver a excavar como veremos.
Ugarit se distinguió, junto con la misma Biblos, durante casi todo el II milenio (Edades del Bronce Medio y Reciente), para dejar paso, tras su destrucción por los Pueblos del Mar, a Sidón. En 1928, Mahmoud Mella az-Zir, un campesino local alauíta descubrió la entrada a la Necrópolis de Ugarit. Este fue el descubrimiento moderno de la ubicación exacta de las ruinas de la ciudad, de la cual sólo se tenían referencias históricas. Su descubrimiento arqueológico moderno permitió abrir un importante campo de exploración, la cual fue principalmente efectuada por el arqueólogo francés Claude F. A. Schaeffer. Buena parte de sus descubrimientos se encuentran en el Museo Prehistórico y Galorromano de Estrasburgo, Francia.
Sidón fue una importante ciudad de Fenicia, fundada en la misma época que Tiro, Biblos (hoy Djebail) (Montet efectuó excavaciones en Biblos con mucho éxito, desde 1922 hasta 1926 y luego Dunand hasta 1939.) y Beritos (hoy Beirut), en el III milenio a. C. El lugar del templo de Eshmún fue redescubierto en 1900 por cazadores de tesoros locales, que despertaron la curiosidad de los estudiosos internacionales. Maurice Dunand, un arqueólogo francés, excavó cuidadosamente el sitio desde 1963 hasta el comienzo de la Guerra Civil Libanesa, en 1975.
Desde 1998, Sidón se ha excavado por un equipo del Museo Británico y de la Dirección General de Antigüedades de Líbano, a cargo de Claude Doumet-Serhal.
Tiro, llamada "la reina fenicia de los mares", se fundó en una pequeña isla en el tercer milenio a. C., y fue codiciada por grandes conquistadores, como el rey de Babilonia Nabucodonosor I o Alejandro Magno. El monarca de Tiro Hiram unió con terraplenes los islotes y ganó terreno al mar, lo que ayudó a que los comerciantes comenzaran a navegar y fundaran numerosas colonias por el Mar Mediterráneo. Las colonias reportaron a este pueblo de navegantes por excelencia una gran riqueza, especialmente de las industrias de la púrpura y el vidrio.
Entre los años 1997 y 2009, el equipo de María Eugenia Aubet Semmler, Francisco J. Núñez Calvo y Laura Trellisó Carreño han excavado, a partir de diferentes misiones, cerca de trescientas tumbas fenicias. Estos restos estaban situados en un cementerio fenicio (la Necrópolis de Tir-Al-Bass), en la entrada de la ciudad, datada entre los siglos X y IX a. C., y de la cual han extraído cientos de ánforas funerarias, amuletos y joyas. Todo este material ha sido guardado en un lugar seguro, en un depósito construido junto al nuevo pabellón del Museo de Tiro, que se prevé inaugurar durante este 2014.
Después de tres años de ausencia, el Laboratorio de Arqueología de la UPF, dirigido por María Eugenia Aubet, catedrática de Prehistoria del Departamento de Humanidades de la UPF (Universidad Pompeu Fabra), reanudó desde el mes de mayo de 2014 sus tareas de excavación en la mítica ciudad de Tiro, en el sur del Líbano.
Y lo hará con un gran reto, ya que serán los primeros que han obtenido el permiso de las autoridades libanesas para excavar en la zona de lo que era el centro de Tiro, la antigua isla y la parte noble, en la que estaban ubicados los templos, palacios y mercados.
María Eugenia Aubet, que en sus trabajos estará acompañada por Francisco J. Núñez Calvo (CSIC) y Laura Trellisó Carreño (UPF), además de dos investigadores libaneses, consciente de que "no tenemos mucho dinero para sacar adelante el proyecto" y que "tendremos que movilizarnos para obtener fondos", asegura la experta en los pueblos fenicios.
Por las ánforas encontradas por el Laboratorio de Arqueología en la Necrópolis de Tir-Al-Bass través de las descripciones de los monumentos de aquella época, atribuidas a los profetas de Israel, y hechas alrededor del año 1000 a. C., se tiene una idea de lo que se puede encontrar en estas excavaciones, como muros de dos puertas y edificios civiles y religiosos.
Según afirmó María Eugenia Aubet: "aquí estaba el palacio del rey, los templos, casas y almacenes, y tal vez incluso podamos encontrar objetos de la vida cotidiana, utensilios de cocina o ánforas con víveres para sus habitantes".